# Galianthe
Galianthe là một chi thực vật có hoa trong họ Thiến thảo (Rubiaceae).

## Loài
Chi Galianthe gồm các loài: